# Ільїновка (Пономарьовський район)
Ільї́новка (рос. Ильиновка) — селище у складі Пономарьовського району Оренбурзької області, Росія.

## Населення
Населення — 19 осіб (2010; 39 у 2002).
Національний склад (станом на 2002 рік):
- росіяни — 90 %